# Rita Raineri
Rita Raineri ( - ) fue una botánica, paleobotánica, fitogeógrafa, algóloga, profesora, taxónoma, conservadora, y exploradora italiana.

## Algunas publicaciones
- rita Raineri. 1929. Caratteri e periodicità delle alghe nelle risaie del Vercellese. Field Museum of Natural History, Botanical Series IV-6: 159-161, 1 pl.

- --------------. 1922. Alghe sifonee fossili della Libia. Soc. Italiana Sci. Nat. Atti 61: 72 - 86 pi. 3.

## Honores

### Membresías
- Sociedad Botánica Italiana[3]

- La abreviatura «Raineri» se emplea para indicar a Rita Raineri como autoridad en la descripción y clasificación científica de los vegetales.[4]